# Grama (Halacha)
Grama (Jüdisch-babylonisches Aramäisch: גרמא‎ indirekte Verursachung) ist eine im Judentum angewendete Technologie, die das Einschalten von Geräten unter Wahrung des Schabbats ermöglicht. Das direkte Einschalten von Geräten, Verrichten von Arbeiten und das Entzünden von Feuer sind den ihre Religion praktizierenden Juden am Schabbat unter den meisten Umständen verboten.

## Hintergrund
Orthodoxe Juden verrichten am Schabbat keine Tätigkeiten, die gemäß der Halacha als Arbeit definiert sind. Die betreffenden verbotenen Tätigkeitsbereiche sind in den 39 Melachot definiert. Zu vermeiden ist am Schabbat und während bestimmter Feiertage unter anderem, einen elektrischen Schalter zu betätigen. Elektrischer Strom wird mit Feuer gleichgesetzt, das am Schabbat weder entzündet noch gelöscht werden darf. Der Grama-Umgehungstatbestand wird historisch von dem klassischen Beispiel abgeleitet, bei dem Tongefäße, die mit Wasser gefüllt sind, um ein Feuer gelegt werden. Die Tongefäße zerspringen durch die Hitze und das austretende Wasser kann das Feuer löschen. Dies ist am Schabbat erlaubt, weil der Löschvorgang indirekt ist und zumindest theoretisch die Möglichkeit besteht, dass das Feuer nicht erlischt.

## Entwicklung
Der israelische Rabbiner Levi Jitzchak Halperin, Leiter des Wissenschaftlich-Technologischen Halacha-Instituts in Jerusalem, entwickelte verschiedene Einschalttechniken gemäß der Grama-Technologie, die seines Erachtens den religiösen Vorschriften der Halacha nicht widersprechen. Ein bekanntes Beispiel der Grama-Technologie ist ein Lichtschalter, der die Schließung des Stromkreises aktiv verhindert, bis die Verhinderung durch die rein mechanische Betätigung des Schalters aufgehoben wird. Die Grama-Technologie ermöglicht unter anderem auch die glaubenskonforme Betätigung bestimmter Telefone und Türöffner. Sie findet auch Anwendung im Krankenhaus (Betätigung der Klingel, um eine Krankenschwester herbeizurufen), in elektrischen Rollstühlen oder in patrouillierenden Sicherheitsfahrzeugen. Die für den Schabbat entwickelten Notbehelfe dürfen nur bei echtem Bedarf und nur von den Betroffenen selbst benutzt werden. Halperin betonte, auch im Zeitalter der modernen Technologie sei der Sabbat kein gewöhnlicher Wochentag im jüdischen Kalender.

## Prinzip
Ein Stromkreis ist beispielsweise dauerhaft unterbrochen. Bei einem Telefon sind etwa alle Tasten, einschließlich des Hörers, funktionslos und  reagieren nicht sofort, wenn sie gedrückt werden (oder wenn der Hörer abgehoben oder aufgelegt wird), da dadurch kein Stromkreis geschlossen wird. Ein interner elektronischer Scanner überprüft jedoch alle drei Sekunden alle Schalter oder die Tasten eines Telefons. Wenn der Scanner feststellt, dass ein Schalter betätigt worden ist, dann schließt er verzögert den Stromkreis, wodurch die Eingabe indirekt durch den  Grama-Mechanismus erfolgt und nicht direkt durch das Betätigen des Schalters.

## Zivilrechtliche Bedeutung
Es gibt eine Regel, das Grama Benizakin Patur. Wenn eine Person einer anderen Person durch eine Handlung indirekt einen finanziellen Schaden zugefügt hat, von der nicht von vornherein abzusehen war, dass die Handlung ihr einen Schaden zufügen würde, kann ein Beth Din (hebräisch בֵּית דִּין rabbinisches Gericht) diese Person nicht zur Zahlung eines Schadenersatzes verurteilen, obwohl der Verursacher möglicherweise moralisch dazu verpflichtet wäre.